# Aldona Jankowska
Aldona Jankowska (ur. 2 kwietnia 1964 w Poznaniu) – polska aktorka filmowa i teatralna, parodystka i artystka kabaretowa specjalizująca się w stand-up comedy.

## Życiorys
W 1987 ukończyła studia na PWST w Krakowie. W latach 1992–1996 była aktorką Teatru Lalki, Maski i Aktora Groteska w Krakowie. Pracownica Staromiejskiego Centrum Kultury Młodzieży w Krakowie.
W 2006 przez casting trafiła do programu Szymon Majewski Show, w którym parodiowała postaci, takie jak Hanna Gronkiewicz-Waltz, Zyta Gilowska, Danuta Hojarska, Tadeusz Rydzyk, Anna Fotyga, Julia Tymoszenko, Dorota Zawadzka, Joanna Bartel, Anna Sobecka, Angela Merkel, Beata Tyszkiewicz i Hanna Lis.
W 2007 prowadziła program kabaretowy Bombonierka w TVN 7. W 2010 zajęła trzecie miejsce w finale programu Stand up. Zabij mnie śmiechem. W lutym 2013 otrzymała nominację do nagrody Wiktory 2012 w kategorii odkrycie telewizyjne roku.

## Teatr
- 1988–1989: teatr Projecttheateret w Bergen (stypendium w Norwegii)
- 1989–1992 – Teatr Ludowy w Krakowie:
  - Poskromienie złośnicy (reż. J. Stuhr) – Bianka
  - Iwona, księżniczka Burgunda (reż. J. Stuhr) – dama
  - Opera żebracza (musical, reż. K. Orzechowski) – Lucy
  - Wiedźma (musical, reż. P. Kamza)
  - Idiota (reż. D. Latour) – Agłai
  - Św. Franciszek (musical, reż. W. Markiewicz, A. Jamróz) – anioł
- 1992: Emily Dickinson (musical, reż. B. Krasińska) – Emily (główna rola)
- 1993: Joka, joko, jon (reż. J. Józefowicz, O. Stokłosa) – ciotka
- 1995: Miromagia (reż. J. Polewka) – infantka
- 1996: Pilot i Książę (reż. A. Weltschek) – żmija
- 1996: Strindberg (reż. M. Kalita)
- 1997: Kręciołek Staropolski (spektakl muzyczny w Zamku w Niepołomicach, reż. S. Dembski) – gospodyni
- 1999: Medyk mimo chęci (Teatr „Groteska” Kraków, reż. G. Pampilione) – Kolumbina
- 1999: Metamorfozy Teatru Pijana Sypialnia (Teatr Proscenium Kraków reż. Z. Zającówna) – artystka
- 2000: Łysa Śpiewaczka (scena Off Groteska w Krakowie, reż. S. Dembski) – p. Smith
- 2001: Samba na kocio (scena Moliere w Krakowie, reż. B. Krasińska) – pani Aldonka
- 2005: Balladyna (Teatr „Groteska” w Krakowie) – Balladyna i Goplana
- 2016: Hotel Babilon (monodram, Teatr Ludowy w Krakowie, reż. P. Szumiec)

## Filmografia
| Rok        | Tytuł                          | Rola                                       | Uwagi            |
| ---------- | ------------------------------ | ------------------------------------------ | ---------------- |
| 2000–2001  | Klinika pod Wyrwigroszem       | Pani Alinka                                |                  |
| 2006       | Niania                         | ekspedientka                               | odc. 50          |
| 2008       | Agentki                        | urzędniczka                                | odc. 5           |
| 2008       | 39 i pół                       | sędzia                                     | odc. 8, 10       |
| 2009       | Huśtawka                       | dyrektorka przedszkola                     |                  |
| 2010       | Licencja na wychowanie         | nauczycielka                               | odc. 37, 40, 54  |
| 2010       | Cudowne lato                   | matka zmarłego graficiarza                 |                  |
| 2011       | Usta usta                      | prowadząca zajęcia rytmiczne dla niemowląt | odc. 31          |
| 2011       | Rodzinka.pl                    | pielęgniarka                               | odc. 50          |
| 2011       | Księstwo                       | Pasternakowa, matka Zbyszka                |                  |
| 2011       | Hotel 52                       | sąsiadka Iwony                             | odc. 39          |
| 2011–2012  | Julia                          | Bożena Miller, matka Moniki                |                  |
| 2012       | Prawo Agaty                    | Bożenka, konkubina Kwiatkowskiego          | odc. 7           |
| 2012       | Ja to mam szczęście!           | sąsiadka Irena Rogalska                    | odc. 45, 47, 48  |
| 2013       | Last Minute                    | Krystyna, matka Tomka                      |                  |
| 2014       | Służby specjalne               | Halina, żona Bońki                         |                  |
| 2014       | Ojciec Mateusz                 | przełożona                                 | odc. 160         |
| 2014       | Lekarze nocą                   | matka Mai                                  | odc. 10          |
| 2014       | Komisarz Alex                  | Wysocka, sąsiadka Stajniaków               | odc. 63          |
| 2015       | Strażacy                       | Adela                                      | odc. 3, 5, 9, 10 |
| 2015–2016  | Singielka                      | Krystyna Kula                              |                  |
| 2016       | Pitbull. Niebezpieczne kobiety | matka „Cukra”                              |                  |
| 2016       | Na dobre i na złe              | Wanda                                      | odc. 650         |
| 2016       | Niewinne                       | siostra zakonna                            |                  |
| 2016       | Kochaj!                        | sprzątaczka                                |                  |
| 2016       | Kazimierz Leski                | Mieczysława Ćwiklińska                     |                  |
| 2016–2017  | Pierwsza miłość                | Elżbieta Młyńska                           |                  |
| 2017, 2019 | Wojenne dziewczyny             | volksdojczka Studnicka                     | odc. 5, 39       |
| 2017       | Lekarze na start               | Leokadia, pielęgniarka                     |                  |
| 2018       | Plan B                         | kobieta w szpitalu                         |                  |
| 2019       | Na bank się uda                | pielęgniarka Agnieszka                     |                  |
| 2019       | Blondynka                      | kuracjuszka Aldona                         |                  |
| 2019–2020  | Pasjonaci                      | sprzątaczka w teatrze                      |                  |
| 2019–2021  | Zakochani po uszy              | Jolanta Staniewicz                         |                  |
| od 2020    | Leśniczówka                    | Hanna Rogulska                             |                  |
| 2020       | Ojciec Mateusz                 | dyrektorka liceum                          | odc. 305         |
| 2021       | Sexify                         | ciotka Cecylia                             | odc. 1           |
| 2021–2022  | Na dobre i na złe              | opiekunka Jadzia                           |                  |
| 2021–2022  | Papiery na szczęście           | Jadwiga Kowalczyk                          |                  |
| 2022       | Bunt!                          | pani Stasia                                |                  |

## Dubbing
| Rok  | Tytuł                  | Rola       |
| ---- | ---------------------- | ---------- |
| 2008 | Małpy w kosmosie       | Dr Marusia |
| 2015 | Przygody Kota w butach | Księżna    |

## Nagrody
- 1995: nagroda za rolę Infantki w Miromagii w Teatrze Groteska w Krakowie, Festiwal Teatralny w Rzymie
- 2005: nagroda ZASP za kreację aktorską, Festiwal Lalki i Maski w Opolu
- 2005: II Nagroda na Festiwalu Dramaty Narodów w Krakowie